# Xanthosoma belophyllum
Xanthosoma belophyllum là một loài thực vật có hoa trong họ Ráy (Araceae). Loài này được (Willd.) Kunth miêu tả khoa học đầu tiên năm 1841.